# Communauté de communes Lavalette Tude Dronne
La communauté de communes Lavalette Tude Dronne est une communauté de communes française, située dans le département de la Charente et la région Nouvelle-Aquitaine.

## Historique
Créée à la date du 8 décembre 2016 avec effet le 1er janvier 2017, la communauté de communes de Lavalette Tude Dronne se forme à la suite de la fusion des communautés de communes « d'Horte et Lavalette » (13 communes) et de « Tude et Dronne » (41 communes).
Le 1er janvier 2025, les communes de Gardes-le-Pontaroux et de Magnac-Lavalette-Villars fusionnent au sein de la commune nouvelle de Magnac-lès-Gardes.

## Territoire communautaire

### Géographie
Située au sud du département de la Charente, la communauté de communes Lavalette Tude Dronne regroupe 49 communes et présente une superficie de 755,7 km2.

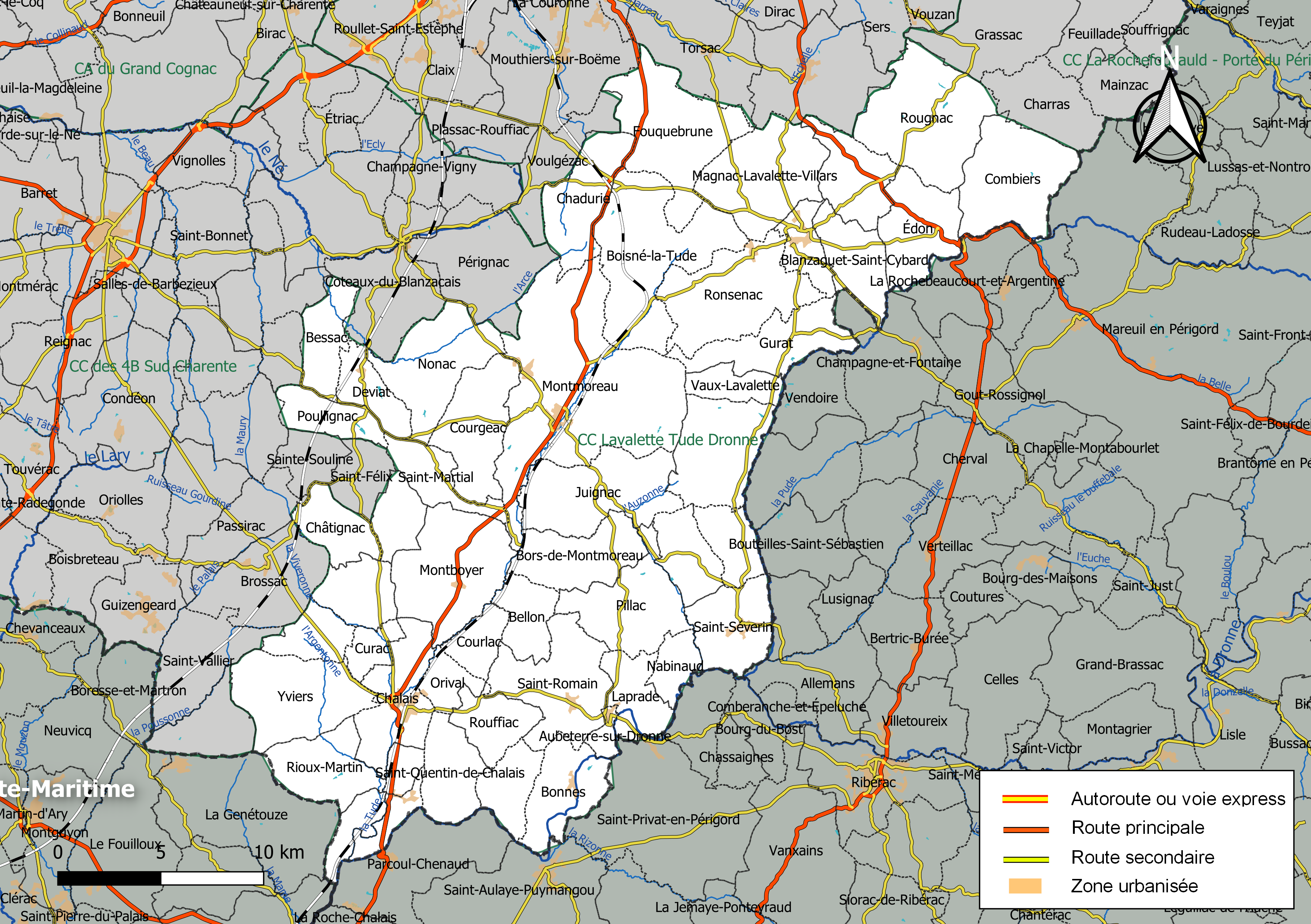
Carte de la communauté de communes Lavalette Tude Dronne au 1er janvier 2019.

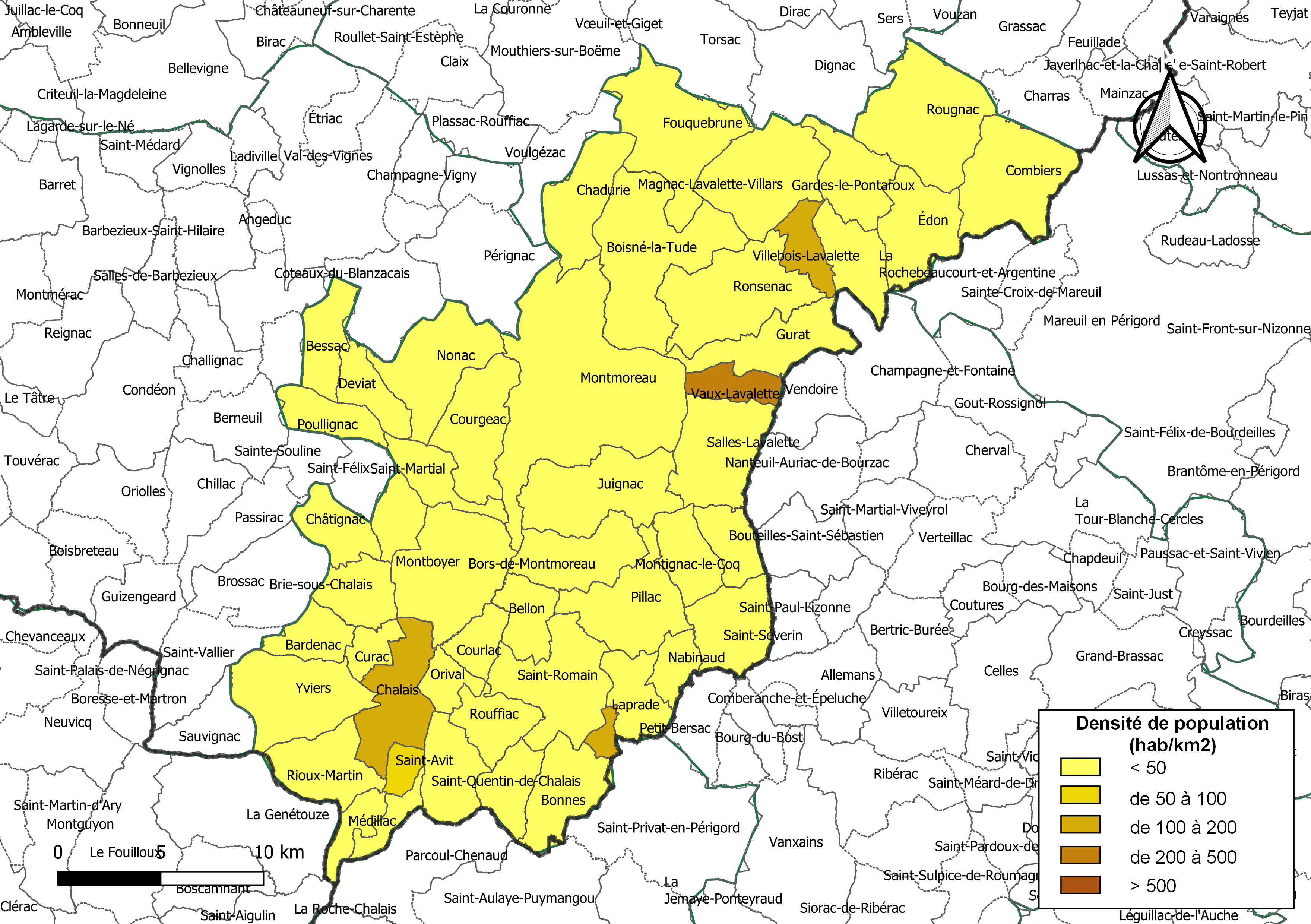
Carte des densités de population (millésimée 2016) des communes de la communauté de communes Lavalette Tude Dronne. Composition en communes au 1er janvier 2019.

### Composition
La communauté de communes est composée des 49 communes suivantes :

| Nom                      | Code Insee | Gentilé                 | Superficie (km2) | Population (dernière pop. légale) | Densité (hab./km2) |
| ------------------------ | ---------- | ----------------------- | ---------------- | --------------------------------- | ------------------ |
| Montmoreau (siège)       | 16230      | Montmoréliens           | 64,85            | 2 419 (2022)                      | 37                 |
| Aubeterre-sur-Dronne     | 16020      | Aubeterriens            | 2,39             | 318 (2022)                        | 133                |
| Bardenac                 | 16029      | Bardenacais             | 8,04             | 217 (2022)                        | 27                 |
| Bazac                    | 16034      |                         | 4,92             | 147 (2022)                        | 30                 |
| Bellon                   | 16037      | Bellonnais              | 9,13             | 136 (2022)                        | 15                 |
| Bessac                   | 16041      |                         | 10,55            | 119 (2022)                        | 11                 |
| Blanzaguet-Saint-Cybard  | 16047      |                         | 11,95            | 273 (2022)                        | 23                 |
| Boisné-La Tude           | 16082      |                         | 34,25            | 661 (2022)                        | 19                 |
| Bonnes                   | 16049      | Bonnois                 | 14,76            | 360 (2022)                        | 24                 |
| Bors                     | 16052      | Borsois                 | 16,14            | 227 (2022)                        | 14                 |
| Brie-sous-Chalais        | 16063      |                         | 10,34            | 158 (2022)                        | 15                 |
| Chadurie                 | 16072      | Chaduriens              | 16,42            | 509 (2022)                        | 31                 |
| Chalais                  | 16073      | Chalaisiens             | 17,58            | 1 799 (2022)                      | 102                |
| Châtignac                | 16091      |                         | 9,75             | 166 (2022)                        | 17                 |
| Combiers                 | 16103      |                         | 23,96            | 126 (2022)                        | 5,3                |
| Courgeac                 | 16111      | Courgeacois             | 18,42            | 170 (2022)                        | 9,2                |
| Courlac                  | 16112      | Courlacois              | 6,58             | 58 (2022)                         | 8,8                |
| Curac                    | 16117      |                         | 4,92             | 116 (2022)                        | 24                 |
| Deviat                   | 16118      |                         | 8,42             | 134 (2022)                        | 16                 |
| Édon                     | 16125      | Édonais                 | 16,49            | 272 (2022)                        | 16                 |
| Les Essards              | 16130      | Essartais               | 8,98             | 178 (2022)                        | 20                 |
| Fouquebrune              | 16143      | Fouquebrunois           | 28,85            | 717 (2022)                        | 25                 |
| Gurat                    | 16162      | Gurateois               | 16,03            | 184 (2022)                        | 11                 |
| Juignac                  | 16170      | Juignacais              | 24,18            | 392 (2022)                        | 16                 |
| Laprade                  | 16180      | Lapradiens ou Lapradois | 10,17            | 249 (2022)                        | 24                 |
| Magnac-lès-Gardes        | 16198      |                         | 37,05            | 743 (2022)                        | 20                 |
| Médillac                 | 16215      | Médillacais             | 5,84             | 151 (2022)                        | 26                 |
| Montboyer                | 16222      |                         | 26,79            | 329 (2022)                        | 12                 |
| Montignac-le-Coq         | 16227      |                         | 10,2             | 134 (2022)                        | 13                 |
| Nabinaud                 | 16240      | Nabinaldiens            | 5,88             | 99 (2022)                         | 17                 |
| Nonac                    | 16246      | Nonacais                | 20,84            | 258 (2022)                        | 12                 |
| Orival                   | 16252      | Orivalais               | 5,43             | 150 (2022)                        | 28                 |
| Palluaud                 | 16254      | Palludéens              | 8,57             | 214 (2022)                        | 25                 |
| Pillac                   | 16260      | Pillacois               | 19,64            | 253 (2022)                        | 13                 |
| Poullignac               | 16267      |                         | 8,94             | 105 (2022)                        | 12                 |
| Rioux-Martin             | 16279      |                         | 14,6             | 221 (2022)                        | 15                 |
| Ronsenac                 | 16283      | Ronsenacois             | 26,73            | 571 (2022)                        | 21                 |
| Rouffiac                 | 16284      | Rouffiacais             | 9,89             | 119 (2022)                        | 12                 |
| Rougnac                  | 16285      | Rougnaquais             | 29,88            | 398 (2022)                        | 13                 |
| Saint-Avit               | 16302      | Saint-Avitois           | 3,66             | 219 (2022)                        | 60                 |
| Saint-Laurent-des-Combes | 16331      | Saint-Laurentais        | 7,67             | 94 (2022)                         | 12                 |
| Saint-Martial            | 16334      |                         | 9,31             | 121 (2022)                        | 13                 |
| Saint-Quentin-de-Chalais | 16346      | Saint-Quentinois        | 12,38            | 243 (2022)                        | 20                 |
| Saint-Romain             | 16347      | Rominois                | 22,69            | 513 (2022)                        | 23                 |
| Saint-Séverin            | 16350      | Saint-Séverinois        | 14,93            | 793 (2022)                        | 53                 |
| Salles-Lavalette         | 16362      | Sallesiens              | 20,15            | 311 (2022)                        | 15                 |
| Vaux-Lavalette           | 16394      |                         | 6,78             | 79 (2022)                         | 12                 |
| Villebois-Lavalette      | 16408      | Villeboisiens           | 7,2              | 718 (2022)                        | 100                |
| Yviers                   | 16424      | Yviérois                | 22,56            | 536 (2022)                        | 24                 |

### Démographie
| 1968   | 1975   | 1982   | 1990   | 1999   | 2006   | 2011   | 2016   | 2022   |
| ------ | ------ | ------ | ------ | ------ | ------ | ------ | ------ | ------ |
| 20 313 | 19 160 | 18 614 | 18 325 | 17 804 | 18 222 | 18 300 | 18 077 | 17 477 |

## Administration

### Siège
Le siège de la communauté de communes est situé 35 avenue d'Aquitaine, Montmoreau-Saint-Cybard, 16190 Montmoreau.

### Présidence
| Période      | Période      | Identité         | Étiquette | Qualité                                         |
| ------------ | ------------ | ---------------- | --------- | ----------------------------------------------- |
| Janvier 2017 | Juillet 2020 | Joël Papillaud   | DVG       | Maire de Saint-Quentin-de-Chalais (depuis 1995) |
| Juillet 2020 | En cours     | Jean-Yves Ambaud |           | maire de Châtignac                              |

### Compétences
Le nombre de compétences mises en commun est de 31 au 19 février 2024.

### Régime fiscal et budget
Le régime fiscal de la communauté de communes est la fiscalité professionnelle unique (FPU).